# Génération K(ATNISS)

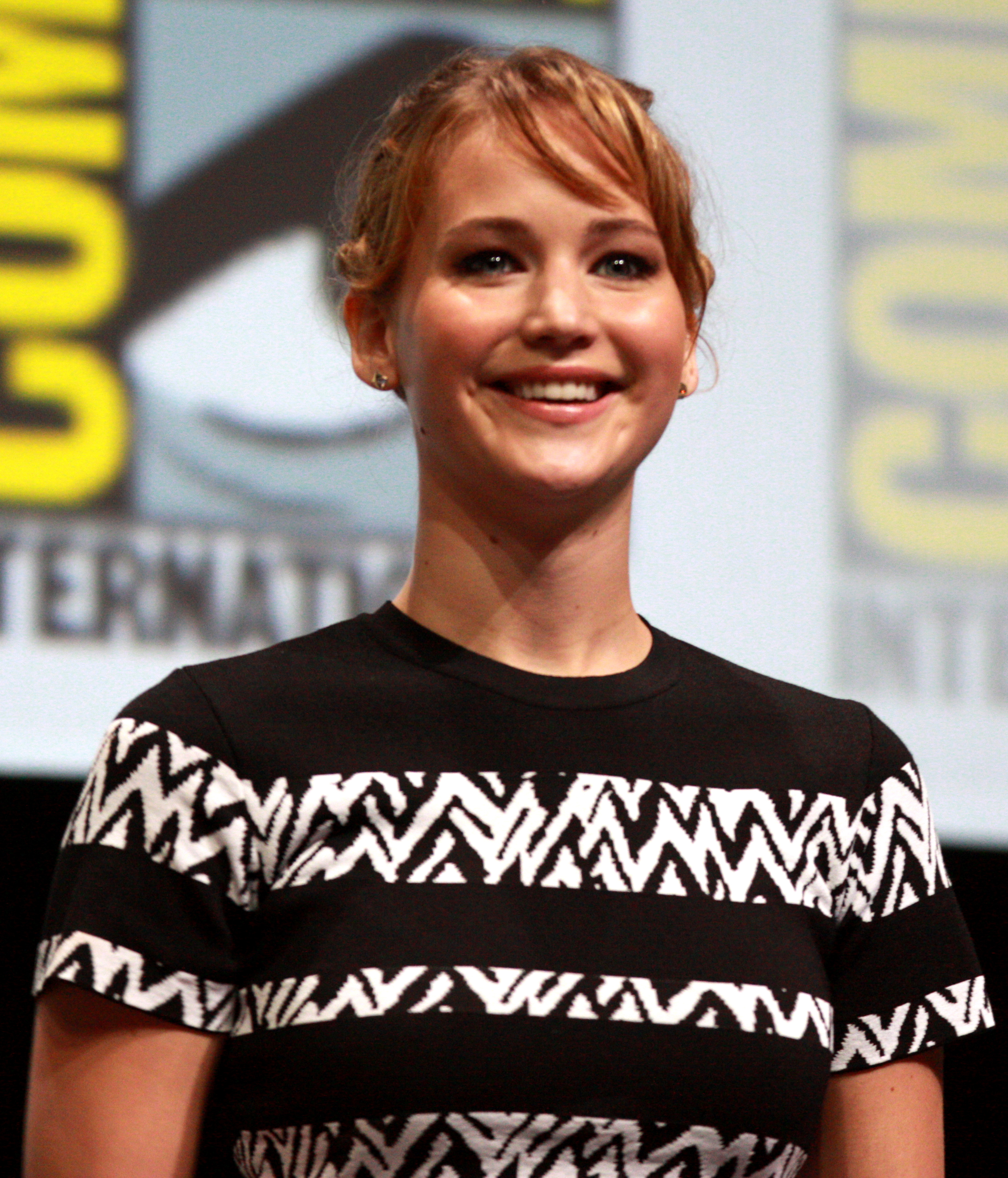

Le terme génération K (K pour Katniss, l'héroïne de Hunger Games) a été inventé par l'économiste Noreena Hertz (en) et désigne une génération de personnes nées entre 1995 et 2002. Selon Noreena Hertz, trois phénomènes distincts ont façonné cette génération : la technologie, le ralentissement économique mondial et le terrorisme.
De la même manière que les populaires expressions Génération Y et Génération Z auparavant, la Génération K est une théorie déterminant un groupe sociologique : une génération d’hommes et de femmes nés entre 1995 et 2002, dans le monde occidental avec une caractéristique principale associée à un mode de consommation déterminé.

## Le contexte
En avril 2015, Noreena Hertz, professeur en économie, publie pour la première fois dans le New York Times les résultats d’une étude sociale et économique qui concerne les Américains nés entre 1995 et 2002. Cette étude l’amène à mettre en évidence un groupe sociologique qu’elle nomme la génération K.

## La référence à Hunger Games et à Katniss Everdeen
L’héroïne de Hunger Games, Katniss Everdeen -interprétée à l'écran par Jennifer Lawrence- semble être le point d’aboutissement du portrait robot de cette génération K, : entre névrose psychique liée à une insécurité ambiante (crise économique, situation géopolitique instable et questionnements liés à l’environnement) avec pour forme la plus sévère les pulsions suicidaires et habitudes de consommation propres au digital natives.

## Le pessimisme de la génération K
La génération K est généralement décrite comme plutôt inquiète et méfiante. Aux troubles socio-politiques, s’ajoutent une évaluation des perspectives d’avenir floues voir craintes.
Selon Jenna Belhadj du MuslimPost, l’anxiété de la génération K est due à trois événements marquants : les déclarations d’Edward Snowden sur les écoutes téléphoniques américaines, la montée du terrorisme surmédiatisé ainsi que la crise économique et son impact sur le taux de chômage.

## Les cinq traits caractéristiques
Selon Noreena Hertz, la génération K a été façonnée par trois phénomènes distincts : la technologie, le ralentissement économique mondial et le terrorisme et elle est caractérisée par cinq traits : l'anxiété, la solitude et la méfiance par rapport aux institutions, mais aussi, heureusement, la générosité et la créativité.

## Une théorie au service du marketing
Si la définition de la génération K trouve ses sources dans une fiction (Hunger Games) et dans le même temps dans des habitudes de traitement de l’information (forte utilisation des réseaux sociaux, individualisme poussé mais paradoxalement situé dans un idéal de « changer les choses »), la définition de ce groupe sociologique permet aussi de la définition d’un groupe de consommateurs avec ses propres spécificités.